# حاصبيا (بعبدا)
حاصبيا  هي إحدى القرى اللبنانية من قرى قضاء بعبدا في محافظة جبل لبنان.